# Список населённых пунктов Брейтовского района
Список населённых пунктов Брейтовского района Ярославской области России.
Населённые пункты Брейтовского района Ярославской области
- Абросово (деревня)
- Александровка (деревня)
- Аргуны (деревня)
- Арцыбашево (деревня)
- Базыки (деревня)
- Байловское (село)
- Балобаново (деревня)
- Барыгино (деревня)
- Белорусс (деревня)
- Берелево (деревня)
- Бобровник (деревня)
- Большая Новинка (деревня)
- Большое Иваньково (деревня)
- Бор-Дорки (деревня)
- Борисовка (деревня)
- Браниха (деревня)
- Брейтово (село, административный центр)
- Бреньково (деревня)
- Брилино (деревня)
- Буянка (деревня)
- Вертлюгово (деревня)
- Верхняя Ветка (деревня)
- Водяники (деревня)
- Волково (деревня)
- Воронец (деревня)
- Высоково (деревня)
- Вышка (деревня)
- Вышка (посёлок)
- Вязовики (деревня)
- Гаврильцево (деревня)
- Глинник (деревня)
- Горелово (село)
- Горильдово (деревня)
- Горинское (село)
- Горка (деревня)
- Городища (деревня)
- Гребенино (деревня)
- Григорьево (деревня)
- Гришино (деревня)
- Губино (деревня)
- Дмитрехово (деревня)
- Дорки (деревня)
- Дубец (деревня)
- Дубецкая Дача (деревня)
- Дубровка (деревня)
- Дуброво-Базыки (деревня)
- Дуденево (деревня)
- Дурасово (деревня)
- Жеребцово (деревня)
- Живетьево (деревня)
- Захарино (деревня)
- Захарово (деревня)
- Зеленцино (деревня)
- Змазнево (деревня)
- Ивановка (деревня)
- Ивановское (деревня)
- Иванцево (деревня)
- Игнатово (деревня)
- Карповское (деревня)
- Кетово (деревня)
- Киселево (деревня)
- Клычево (деревня)
- Ключики (деревня)
- Княгинино (деревня)
- Комарово (деревня)
- Конюхово (деревня)
- Копань (деревня)
- Коростель (деревня)
- Косково (село)
- Красково (деревня)
- Кривцово (деревня)
- Крохино (деревня)
- Крутец (деревня)
- Куфтырево (деревня)
- Лискино (деревня)
- Логинцево (деревня)
- Лопатино (деревня)
- Лукино (деревня)
- Лукинское (деревня)
- Ляховые (деревня)
- Малая Новинка (деревня)
- Малиновка (деревня)
- Малый Липовец (деревня)
- Манилово (деревня)
- Медведково (деревня)
- Медухово (деревня)
- Минюшино (деревня)
- Михайловское (деревня)
- Михалево (деревня)
- Михальково (деревня)
- Мусино (деревня)
- Мясниково (деревня)
- Набережная (деревня)
- Назариха (деревня)
- Нечесово (деревня)
- Нивищи (деревня)
- Нивищи (деревня)
- Никитинское (деревня)
- Никола (деревня)
- Никольское (деревня)
- Никулино (деревня)
- Новинка (деревня)
- Новое (деревня)
- Новое Мерзлеево (деревня)
- Новый (посёлок)
- Новый Покровок (деревня)
- Ножовники (деревня)
- Носова (деревня)
- Обухово (деревня)
- Овинчищи (деревня)
- Орлово (село)
- Остряковка (деревня)
- Патрюшино (деревня)
- Петровское (деревня)
- Подольское (деревня)
- Покровское на Сити (село)
- Прозорово (село)
- Промежки (деревня)
- Ревятино (деревня)
- Редемское (деревня)
- Рогозино (деревня)
- Рысье (деревня)
- Самоседово (деревня)
- Сарабуха (деревня)
- Себельское (деревня)
- Севастьянцево (деревня)
- Семеновка (деревня)
- Семеновское (село)
- Середка (деревня)
- Скоркино (деревня)
- Соболево (деревня)
- Соколы (деревня)
- Старое Мерзлеево (деревня)
- Сторожево (деревня)
- Строково (деревня)
- Суминское (деревня)
- Сутка (село)
- Сущева (деревня)
- Телятово (деревня)
- Тимонино (деревня)
- Торонково (деревня)
- Третьячиха (деревня)
- Трухино (деревня)
- Турбаново (деревня)
- Тургенево (деревня)
- Тынково (деревня)
- Тявково (деревня)
- Ульяниха (деревня)
- Фатьяново (деревня)
- Федорково (деревня)
- Филимоново (деревня)
- Филимоново (деревня)
- Филипцево (деревня)
- Халево (деревня)
- Холопово (деревня)
- Цыбыцино (деревня)
- Чагино (деревня)
- Чаяново (деревня)
- Черкасово (село)
- Чёрный Враг (деревня)
- Чурилово (деревня)
- Шаховая (деревня)
- Шеломово (деревня)
- Яковлево (деревня)
- Яковлевское (деревня)
- Ясная Поляна (деревня)